# Abbotsbury
Abbotsbury es un pequeño pueblo en el suroeste de Dorset, Inglaterra, situado en la base de una colina de piedra caliza, siete millas al noroeste de Weymouth y siete millas al suroeste de Dorchester. Para el año 2001, la localidad tenía una población de 480 habitantes, habiéndose mantenido relativamente estable durante los últimos cincuenta años. Existen en el lugar numerosas casas de campo, muchas de ellas con techos cubiertos de paja. A través de Abbotsbury se puede ingresar en la Costa Jurásica, y consecuentemente es muy popular entre los turistas.
- Datos: Q306685
- Multimedia: Abbotsbury / Q306685